# 第一生命保險

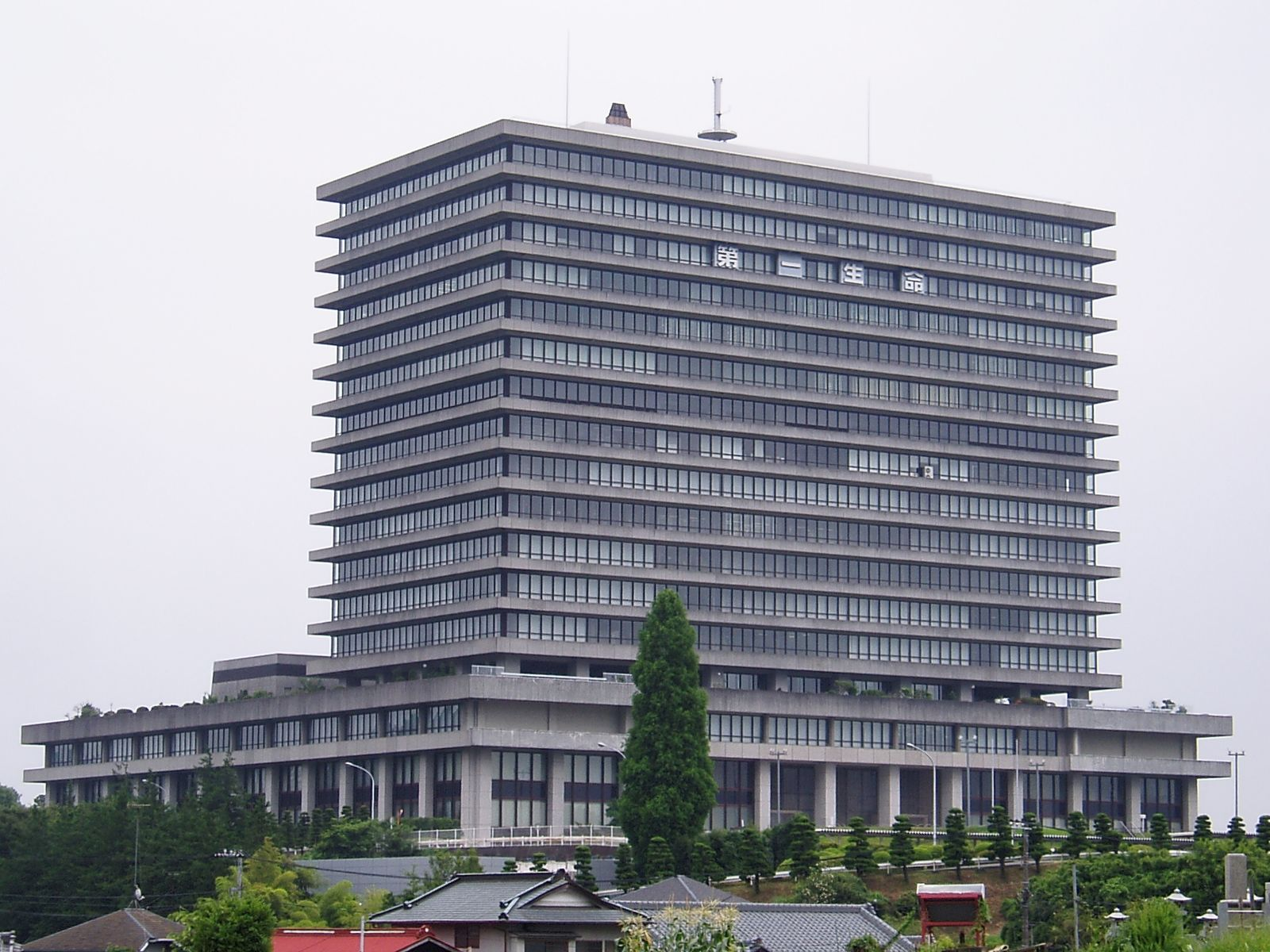
旧大井事業所

第一生命保險株式会社（日语：／ Daiichi Seimei Hoken Kabushiki Gaisha ?），簡稱第一生命，日本的人壽保險公司。2010年4月以前，公司並非以株式會社（即上市公司）的形式經營，而是日本保險業界常見之相互會社形式經營。
第一生命總資產值為業界排名第三，僅次於簡保生命保險（日本郵政集團）和日本生命保險。

## 概要
1902年（明治35年），日本首家以相互會社類型開設的人壽保險公司成立，故取名「第一」。2010年4月1日，第一生命企業架構改組為上市公司，並於東證1部掛牌。約一年後，於2011年3月29日成為日經平均指數成份股。
現經營理念為「顧客至上『一生中的合作夥伴』」。

### 安全性指標
- 信用評級
  - A+（保險金支付能力、R&I）[5]。
- 償付比率
  - 575.9%（2012年3月期）[6]。

### 資產規模
- 資產規模[7]
  - 保有契約值

138兆5,979億日圓（個人保險）
7兆5,375億日圓（個人年金）
50兆4,915億日圓（團體保險）
6兆659億日圓（團體年金）
- - 總資產

33兆4,686億7,000万日圓（資產運用益1兆356億日圓）（連結）
31兆4,619億4,000万日圓（資產運用益9,740億日圓）（個體）
總資產值僅次於簡保生命保險和日本生命保險，業界排名第三。

### 企業標識
- 企業願景

いちばん、人を考える会社になる。
株式会社への転換に合わせて、グループ全体の新スローガンとして制定された。
一生涯のパートナー -「生涯設計」それぞれの生き方に、いつもベストな備え方-（相互会社時代から）
- 經營理念

顧客至上「一生中的合作夥伴」
- 經營方針
  - 創造滿足客戶的空間
  - 持續創造企業的價值
  - 確保社會大眾的信賴
  - 活化公司及一眾職員

## 沿革
- 1902年（明治35）9月15日、與農商務省攜手起草保險業法，同時日本首家相互会社創立。初代社長為柳沢保恵。
- 2007年（平成19年）12月6日，宣佈会社形態從相互会社轉換為株式会社。
- 2010年 4月1日，改組為株式会社並同時於東証一部掛牌上市。
- 2010年12月28日，第一生命保險斥資996億日圓全資收購澳大利亞中型人壽保險公司Tower Australia Group Ltd. 第一生命是Tower Australia Group的最大股東. 2008年斥資376億日圓（4.56億美元）收購股票後，目前持有股份達28.96%。
- 2013年5月24日，第一生命保險斥資3.37億美元收購印尼PaninLife的40%股權
- 2014年2月1日，第一生命保險斥資5750億日元(約合57.08億美元)現金收購美國壽險公司Protective Life
- 2018年8月9日，第一生命保險斥資7.25億澳元(5.40億美元)收購澳洲托普集團(Suncorp Group)旗下壽險部門，收購完成后第一生命保險將成為澳洲最大的壽險公司

### 公司上市
東証有鑑於第一生命之知名度、人氣度以及股東人數眾多（約150万），為防止網路擁塞而導致市場癱瘓，在第一生命上市首日採取一次性措施限制交易。當日收市股價為16万日圓，比開市價格（14万日圓）高出2万日圓。因企業架構改組之關係，投保者獲發股份制零散，另其成為日本最多單一股東之公司。截止2012年3月31日第一生命股東數為1,077,804名。

### 上市後股價
第一生命上市後股價趨向下跌。2010年6月28日上市後的首次股東大會上，不少股東連轟發炮、對股價下跌發表一系列負面言論。
面對股東的質問，公司回應正在積極研究開拓市場（包括海外），並會與眾股東溝通未來發展。並重申往後會更專注「投資者關係」管理。

## 參與社會活動

### 莫扎特故居復修

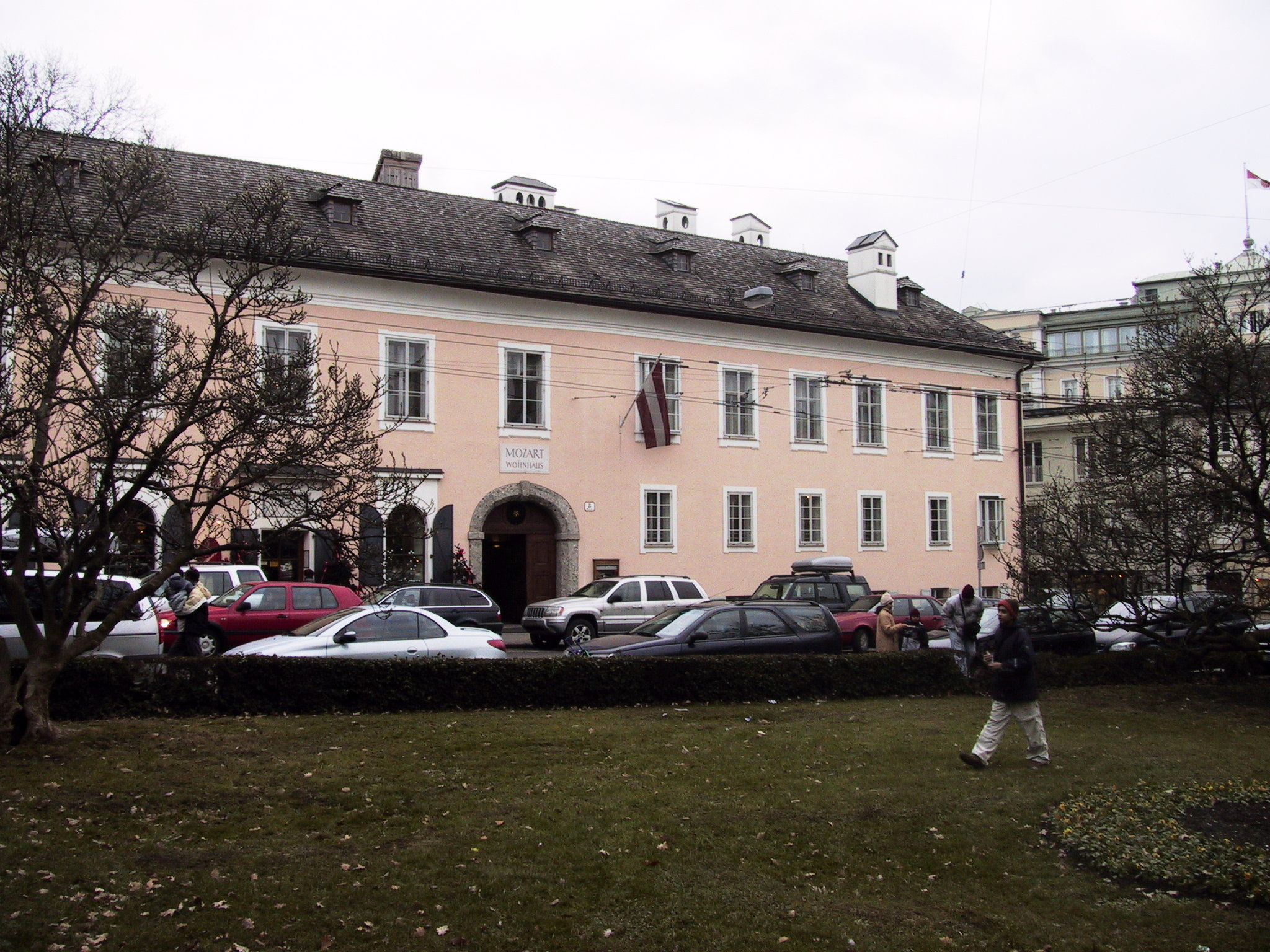
馬卡特廣場上的莫扎特故居

莫扎特在青年時期於奧地利薩爾茨堡從事的各種音樂活動，但相關建築物在第一次世界大戰中遭受砲火蹂躪、超過一半以上建築損毀。1996年，莫扎特國際基金會收購相關建築物業權，成功修復並及成立紀念館。目前，莫扎特紀念館除了舉辦音樂會，展示莫札德的手稿、文獻和影像資料，還販賣各種莫扎特商品。第一生命有其成立90週年紀念企劃參與並提供支持。

## 關聯企業及團體
※表示該企業為第一生命旗下完全控股公司

### 国内企業
- 第一前線生命（株）
- 第一生命情報系統（株）
- 企業年金商業服務（株）
- DIAM資產管理（株）
- Neosutera資本（株）（或譯新興昂資本）
- 日本房地產資產管理（株）
- 資產管理服務信託銀行（株）
- 日本優秀資產管理（株）
- 瑞穗DL財經科技（株）
- A＆F樓宇管理（株）
- 第一生命通用服務（株）※
- 第一生命人力資源（株）※
- 第一生命商業服務（株）※
- 第一生命培訓服務（株）※
- 第一生命挑戰（株）※
- 第一生命農林中金物業管理（株）
- （株）第一生命經濟研究所
- 第一生命信用卡服務（株）

### 海外
- 第一生命越南※
- TAL※
- 星聯・第一生命（印度）
- 海洋生命保險
- 第一生命國際（歐洲）※
- 第一生命國際（亞太）※
- 第一生命國際（美國）※

### 財團
- （財）矢野恒太記念会
- （財）都市機制與生活研究所
- （財）心臓血管研究所
- （財）地域社会研究所
- （財）姿勢研究所
- （財）国際保險振興会

## 関連項目
- 同盟國最高司令官總司令部
- 村田春樹（行動する保守の市民活動家、1973年春入社し2003年春以降は現在は関連企業セーラー万年筆に出向中）

## 脚注及參考
1. ↑  【ムーディーズの業界分析】日本の生命保險業界 的存檔，存档日期2010-01-29. - 東洋経済オンライン(2010年7月確認)。
2. ↑  明治創業期｜第一生命の歩み 的存檔，存档日期2013-05-17. - 第一生命保險株式会社ウェブサイト(2010年7月確認)。
3. ↑  日経平均株価等の銘柄入れ替えについてPDF - 日本経済新聞社、2011年3月8日。
4. ↑  会社情報｜第一生命保險株式会社 的存檔，存档日期2013-02-09. - 第一生命保險株式会社ウェブサイト(2010年7月確認)。
5. ↑  第一生命の健全性｜業績・財務情報 的存檔，存档日期2013-02-12. - 第一生命保險株式会社ウェブサイト(2012年5月確認)。
6. ↑  平成23年度決算のお知らせ（409KB）PDF - 第一生命保險株式会社ウェブサイト(2012年5月確認)。
7. ↑  平成23年度決算のお知らせ（409KB）PDFの通算2ページ目 - 第一生命保險株式会社ウェブサイト(2012年5月確認)。
8. ↑  第一生命保險相互会社（8750）の新規上場日の売買の取扱いについて 的存檔，存档日期2013-01-09. - 東京証券取引所ウェブサイト(2010年3月23日)。
9. ↑  第一生命保險（8750）の初値の決定方法についてPDF - 東京証券取引所ウェブサイト(2010年3月1日)。
10. ↑  第一生命高値発進の裏に個人の買い、売買活発化の期待も （页面存档备份，存于） - ロイター通信、2010年4月1日17:14配信(2010年10月確認)。
11. ↑  産経新聞ニュースサイト 的存檔，存档日期2013-05-30. - 産業経済新聞社(2010年10月現在、リンク切れ)。
12. ↑  【株主總会ライブ】第一生命（１）渡辺社長「中国に早期進出」　株式会社化の狙い説明 （页面存档备份，存于） - SankeiBiz、2010年6月28日配信(2010年10月確認)

## 外部連結
- 第一生命保険株式会社 （页面存档备份，存于）